# Camerouns håndboldlandshold (damer)
Camerouns håndboldlandshold for kvinder er det kvindelige landshold i håndbold for Cameroun. Det repræsenterer landet i internationale håndboldturneringer. Holdet administreres af Fédération Camerounaise de Handball.
Holdet deltog ved VM i kvindehåndbold 2017 i Tyskland, hvor de blev nummer 20 hvilket var deres hidtil bedste placering ved en slurunde. Holdet vidste blandt andet ikke at man fornyttede harpiks ved slutrunden. Til trods spillede holdet uafgjort mod Kina.

## Resultater

### VM
- VM i håndbold 2005 - 22. plads
- VM i håndbold 2017 – 20. plads
- VM i håndbold 2021 – 28. plads
- VM 2023: 24.-plads

### Afrikamesterskabet
- 1979: .-plads
- 1983: .-plads
- 1985: .-plads
- 1987: .-plads
- 1996: 5.-plads
- 1998: 4.-plads
- 2000: 4.-plads
- 2002: 5.-plads
- 2004: .-plads
- 2006: 5.-plads
- 2008: 7.-plads
- 2010: 7.-plads
- 2012: 5.-plads
- 2014: 7.-plads
- 2016:  .-plads
- 2018: 4.-plads
- 2021: .-plads
- 2022: .-plads

## Seneste trup
Nuværende trup ved VM i kvindehåndbold 2021 i Spanien.
Cheftræner: Serge Guebogo
| Nr. | Navn                | Position     | Kampe | Klub                    |
| --- | ------------------- | ------------ | ----- | ----------------------- |
| 1   | Noelle Mben         | Målvogter    | 49    | Yenimahalle Bld. SK     |
| 3   | Apoline Abena       | Venstre fløj | 4     | Fanz Yaoundé            |
| 4   | Yvette Yuoh         | Venstre fløj | 24    | Tonnerre Yaoundé        |
| 5   | Gisele Nkolo        | Venstre fløj | 21    | Dynamique de Bokito     |
| 9   | Claudia Eyenga      | Venstre fløj | 40    | Africa sport d'Abidjan  |
| 10  | Adjani Ngouoko      | Playmaker    | 15    | Dynamique de Bokito     |
| 11  | Laeticia Ateba      | Højre back   | 31    | Fanz Yaoundé            |
| 12  | Berthe Abianbakon   | Målvogter    | 37    | La Roche-sur-Yon Vendée |
| 14  | Jasmine Yotchoum    | Stregspiller | 54    | FAP Yaoundé             |
| 15  | Anne Essam          | Playmaker    | 44    | FAP Yaoundé             |
| 19  | Cyrielle Ebanga     | Venstre back | 6     | ASPTT Strasbourg        |
| 22  | Marie Balana        | Målvogter    | 16    | FAP Yaoundé             |
| 25  | Anne Mbouchou       | Højre fløj   | 0     | Tonnerre Yaoundé        |
| 29  | Karichma Ekoh       | Venstre back | 6     | HBC Celles-sur-Belle    |
| 90  | Clarisse Madjoufang | Højre fløj   | 37    | FAP Yaoundé             |
| 93  | Amelie Mvoua        | Højre back   | 4     | Fanz Yaoundé            |